# Julio Ramírez
Julio Gonzalo Ramírez (Villaguay, 25 maggio 1992) è un calciatore argentino, centrocampista del Dragón.

## Caratteristiche tecniche
È un trequartista.

## Carriera
Cresciuto nel settore giovanile del San Lorenzo, ha esordito in prima squadra il 15 giugno 2011 disputando l'incontro di Primera División pareggiato 0-0 contro il Newell's Old Boys.

## Palmarès

### Club

#### Competizioni nazionali
- Campionato argentino: 1

San Lorenzo: Inicial 2013